# Турвиль-ан-Ож
Турви́ль-ан-Ож (фр. Tourville-en-Auge) — коммуна во Франции, находится в регионе Нижняя Нормандия. Департамент коммуны — Кальвадос. Входит в состав кантона Пон-л’Эвек. Округ коммуны — Лизьё.
Код INSEE коммуны — 14706.

## Население
Население коммуны на 2010 год составляло 250 человек.
| 1962 | 1968 | 1975 | 1982 | 1990 | 1999 | 2010 |
| ---- | ---- | ---- | ---- | ---- | ---- | ---- |
| 154  | 131  | 140  | 166  | 207  | 221  | 250  |

## Экономика
В 2010 году среди 165 человек трудоспособного возраста (15—64 лет) 117 были экономически активными, 48 — неактивными (показатель активности — 70,9 %, в 1999 году было 71,8 %). Из 117 активных жителей работали 110 человек (53 мужчины и 57 женщин), безработных было 7 (3 мужчин и 4 женщины). Среди 48 неактивных 12 человек были учениками или студентами, 24 — пенсионерами, 12 были неактивными по другим причинам.